# Кулиг

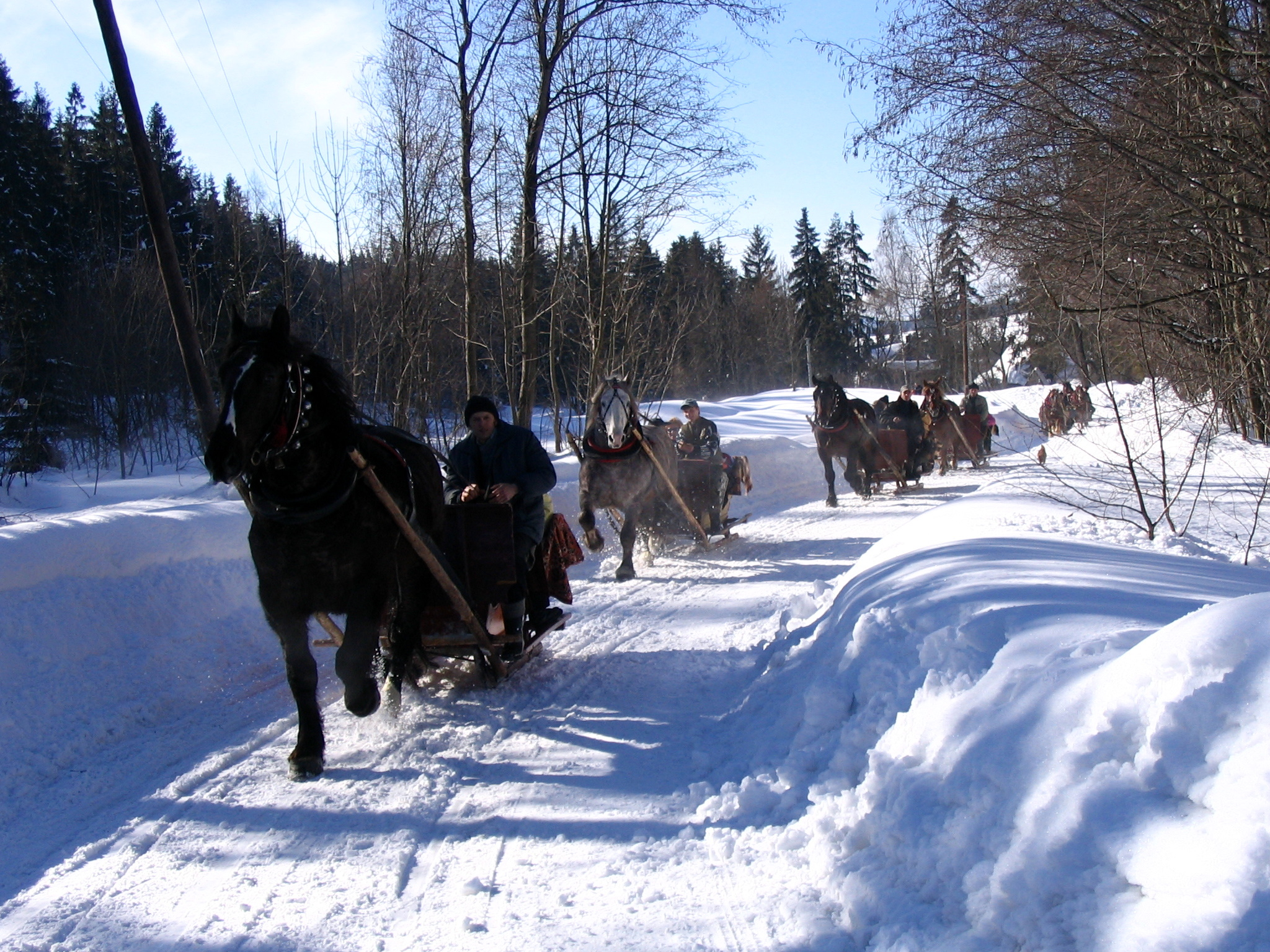
Кулиг в Горце

Кулиг (пол. kulig — санный поезд) — польская традиция катания на санях, запряжённых лошадьми, в котором участвуют несколько санных упряжек (процессия). 
Это своеобразная забава устраивается на последней неделе перед Великим постом — в мясопуст и часто сопровождается музыкой, пением и весельем у костра. Вечером катание на санях часто освещают факелы. С XVI-го до начала XX-го века катание на санях было очень популярным развлечением как среди магнатов, так и средней части дворянства, в среде которого они представляли патриотическую церемонию после разделов Польши: кулиги организовались против разделителей, символизируя культивирование польской национальной традиции. Во главе санного поезда стоял вожак, традиционно называемый Арлекином, в задачу которого входило планирование маршрута так, чтобы объединить враждующие друг с другом дворянские семьи в случае совместного вооружённого действия против захватчиков. Такая поездка на санях могла длиться даже несколько дней .
Кулиги также имели культурное измерение: во время заезда исполнялись польские национальные танцы — краковяки, мазурки, полонезы, куявяки с обереком, а также региональные польки и драбанты. Однако не разрешалось показывать иностранные танцы, такие как вальсы или танго — такому человеку грозило снятие с поезда, так же как и тому, кто садился в сани во фраке.
В настоящее время кулигами также называют катание на соединённых между собой (с помощью шнуров, тросов) санях, например, с помощью трактора или автомобиля. Это развлечение очень популярно среди школьников, хотя на самом деле мало связано с настоящими кулигами.